# 안동영호초등학교
안동영호초등학교는 경상북도 안동시 옥동에 있는 초등학교다. 2014년에 경북 안동시 옥동으로 학교를 이전했다.

## 연혁
- 1973.07.04 안동북부국민학교로 설립 인가
- 1975.02.28 안동영호국민학교로 교명 개칭
- 1995.03.01 안동영호초등학교병설유치원 1학급 인가
- 1996.03.01 안동영호초등학교로 교명 개칭
- 1999.03.01 복주초등학교 개교와 함께 분리 이관
- 2012.03.01 현위치(경북 안동시 옥서4길 8)로 이전 개교
- 2013.09.01 제17대 교장 부임
- 2014.02.18 제39회 97명 졸업(총 6,892명)
- 2014.03.01 유치원 2학급, 초등 32학급 편성